# ソラリス・トロリーノ15
トロリーノ15は、ポーランドのバスメーカーであるソラリスが展開したトロリーバス車両。全長15 m級の大型車体を有していたが、2018年に展開が停止された。

## 概要
世界初の15 m級（14,590 mm）の全長を有する、大型車体のトロリーバス車両。基本的な構造はソラリスが展開した3軸バスの「ウルビーノ15」を基にしており、後ろ側の車軸は運転台から操舵可能であった。床上高さは最も低い箇所で320 mm（乗降扉付近）、車内でも340 mmに抑えられており、バリアフリーに適した構造になっていた。トロリーノは複数の企業から電気機器が製造可能なのが特徴の1つだが、製造が実施されたトロリーノ15についてはセゲレック（Cegelec）が手掛けた制御ユニット「TVユーロパルス（TV Europulse）」とプラゴイメックス（Pragoimex）が開発した誘導電動機が搭載されており、「トロリーノ15AC（Trollino 15AC）」という形式名でも呼ばれていた。

## 運用
試作車は2003年に完成し、その成果を踏まえた主電動機の見直しを経て同年から量産車の製造が開始された。最初の発注先であり、開発に際しても各種の協力を実施したオストラヴァ市交通会社が運営するチェコの都市・オストラヴァのトロリーバス（オストラヴァ・トロリーバス）向けには試作車を含めた4両が導入された一方、リトアニアの首都・ヴィリニュスのトロリーバス（ヴィリニュス・トロリーバス）にも45両が納入された。
だが、同時期に展開されていた他の「トロリーノ」のモデルと比べて「トロリーノ15」の販路は拡大せず、ソフィア（ソフィア・トロリーバス）のように納入を決定していた都市が計画を変更する事態も起きた。オストラヴァについても当初予定されていた増備計画が中止され、トロリーノ15と比べて車内空間の確保やレイアウトの自由さに長けた連節式車両の導入に切り替えた。その結果、ソラリスが展開する他の15 m級の車体を有するバスと共に2018年をもって販売が終了した。
- トロリーノ15（チェコ：オストラヴァ）
（2008年撮影）
- トロリーノ15（リトアニア：ヴィリニュス）
（2006年撮影）

## 参考資料
- TTS Technika Transportu Szynowego (Instytut Naukowo-Wydawniczy "TTS" Sp. z o.o).
  - Marcin Połom; Bohdan Turżański (April 2011). Doświadczenia Solaris Bus & Coach w produkcji trolejbusów. pp. 42-49 2025年4月22日閲覧。.

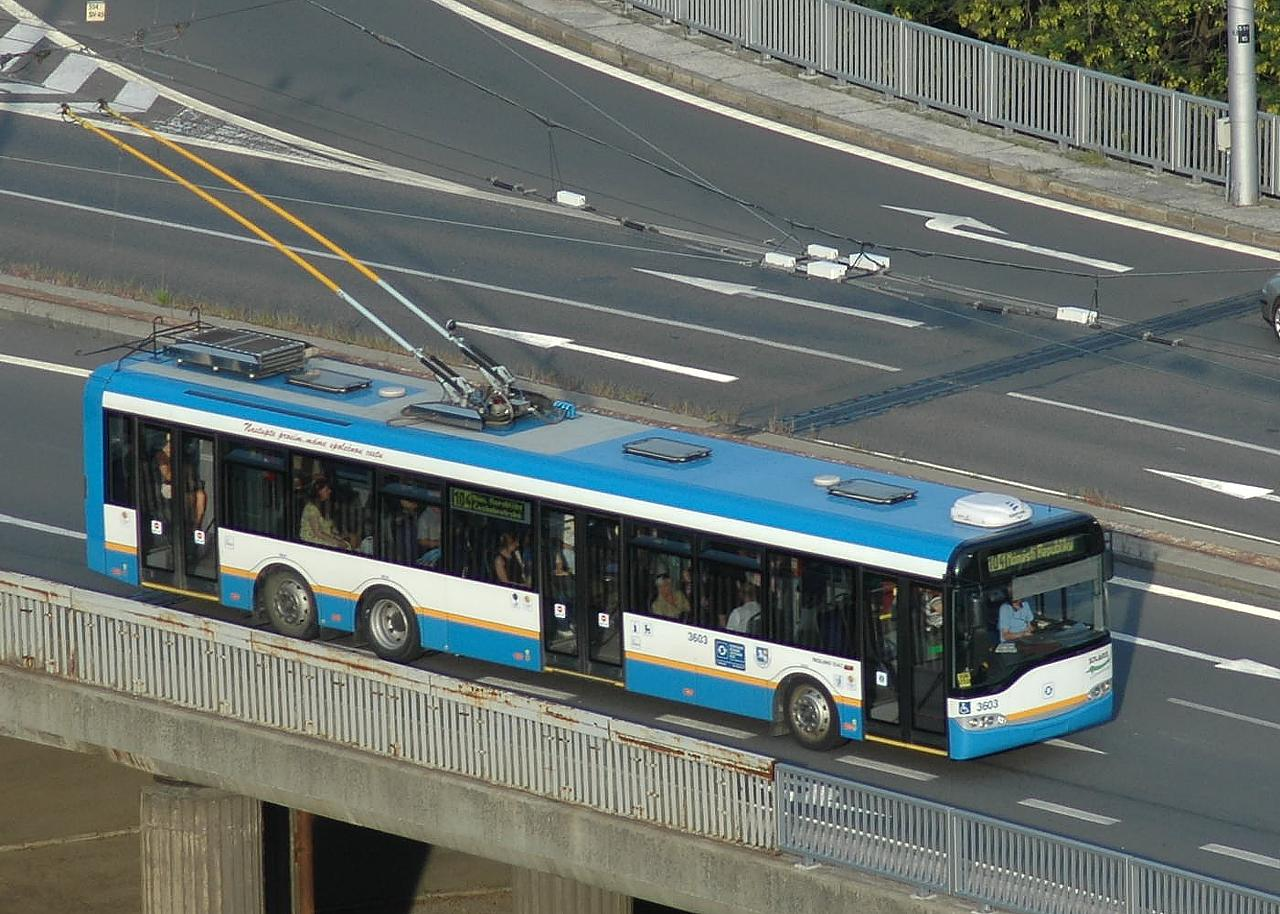
トロリーノ15（チェコ：オストラヴァ） （2008年撮影）
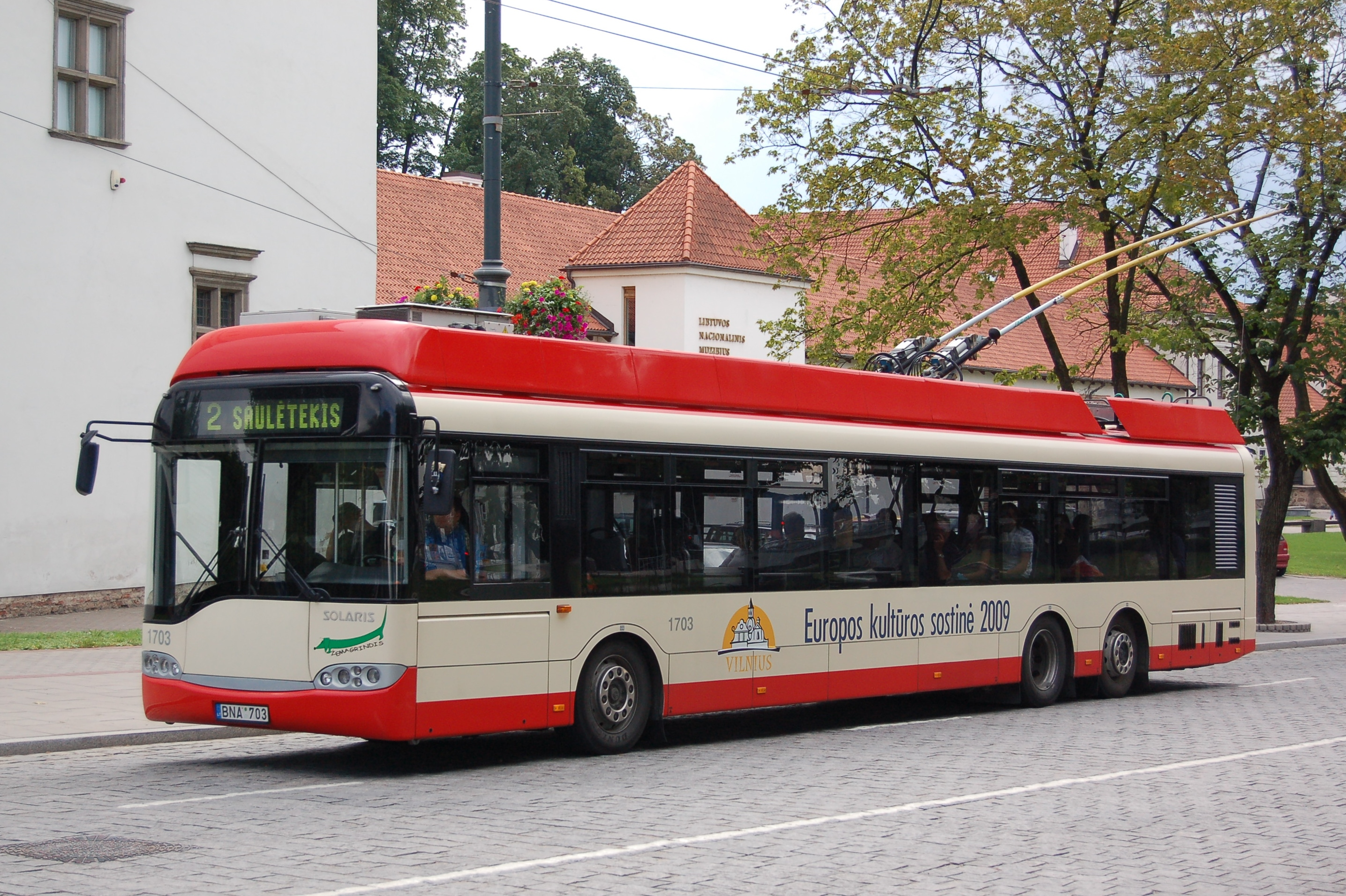
トロリーノ15（リトアニア：ヴィリニュス） （2006年撮影）

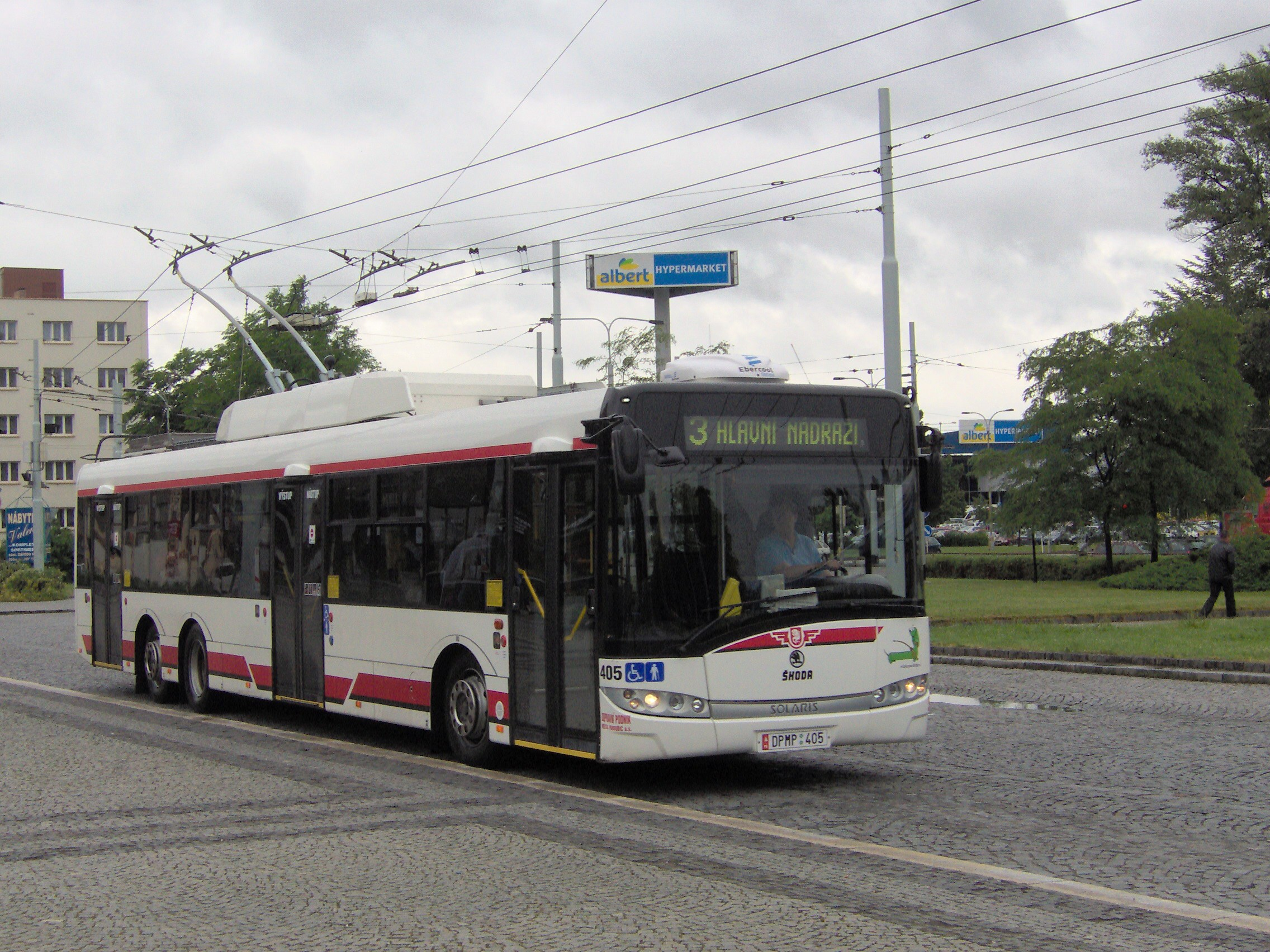
シュコダ28Tr（チェコ：パルドゥビツェ） （2010年撮影）

  - Marcin Połom; Bohdan Turżański (2019-9) (PDF). Produkcja i sprzedaż trolejbusów marki Solaris w latach 2015–2018. pp. 7-13 2025年4月22日閲覧。.
- Martin Harák (2015-11-10). České trolejbusy historie a současnost, typy, technika, provoz. Praha: Grada Publishing a.s.. ISBN 978-80-247-5552-6